# خوان بائوتیستا پرز
خوان بائوتیستا پرز (انگلیسی: Juan Bautista Pérez; زاده ۲۰ دسامبر ۱۸۶۹ – درگذشته ۷ مهٔ ۱۹۵۲) سیاست‌مدار اهل ونزوئلا بود. وی از ۳۰ مه ۱۹۲۹ تا ۱۳ ژوئن ۱۹۳۱ رئیس‌جمهور این کشور بود.
خوان بائوتیستا پرز در ۷ مه ۱۹۵۲، در سن ۸۲ سالگی درگذشت.